# Super Bowl XLVII
Super Bowl XLVII var den 47:e Super Bowl genom tiderna, och den 43:e finalmatchen i National Football League. Matchen spelades den 3 februari 2013 mellan Baltimore Ravens som representerar American Football Conference (AFC) och San Francisco 49ers från National Football Conference (NFC). Baltimore slog San Francisco med 34–31.
Matchen kallades även Harbaugh Bowl eller Blackout Bowl. Den fick smekamnet Harbaugh Bowl redan före matchen efter lagens huvudcoacher, Baltimores John Harbaugh och San Franciscos Jim Harbaugh, som är bröder. Smeknamnet Blackout Bowl, ungefär Stömavbrottspokalen, fick den efter att matchen tvingats till ett 34 minuters uppehåll när stadion drabbades av strömavbrott.

## Bakgrund
Baltimore vann 10 matcher och förlorade 6 i gruppspelet, och tog sig till Super Bowl genom att besegra Indianapolis Colts i Wild Card Playoff, Denver Broncos i Divisional Playoff, och New England Patriots i matchen om AFC Championship.
San Francisco vann 11 matcher, förlorade 4 och spelade lika i en match i gruppspelet. I slutspelet besegrade San Francisco 49ers Green Bay Packers i Divisional Playoff, och Atlanta Falcons i matchen om NFC Championship.
49ers hade rollen av hemmalag enligt den årliga växlingen mellan AFC och NFC och valde att spela i sina röda tröjor som de hade i Super Bowl XIX, XXIII och XXIX. Ravens valde att spela i sina vita tröjor som de gjorde i Super Bowl XXXV men med svarta byxor istället för vita.

## Underhållning
18 januari 2013 offentliggjordes det att Alicia Keys skulle framföra nationalsången. Keys meddelade att hon inte skulle framföra den på traditionellt sätt utan som att det vore "en helt ny sång".
Beyonce stod för halvtidsuppträdandet.